# Stilobezzia dorsosignata
Stilobezzia dorsosignata är en tvåvingeart som beskrevs av Sinha, Dasgupta och Chaudhuri 2003. Stilobezzia dorsosignata ingår i släktet Stilobezzia och familjen svidknott.
Artens utbredningsområde är West Bengal (Indien). Inga underarter finns listade i Catalogue of Life.